# Gerichtsvollzieherkammer
Eine Gerichtsvollzieherkammer ist eine Berufskörperschaft, in der die Gerichtsvollzieher organisiert sind. Die Kammer vertritt ihre Interessen. Als Körperschaft des Öffentlichen Rechts hat die Gerichtsvollzieherkammer öffentlich-rechtliche Befugnisse, etwa im Bereich der Bestellung von Gerichtsvollziehern oder im Hinblick auf disziplinarrechtliche Maßnahmen. Dabei arbeiten sie eng mit den jeweiligen Justizverwaltungen des Landes zusammen. Daneben fungieren die Gerichtsvollzieherkammern auch als berufsständische Interessenvertretungen. Gerichtsvollzieherkammern gibt es in Frankreich, Niederlanden, Litauen (s. Gerichtsvollzieherkammer Litauens) und in anderen Staaten, wo die Zwangsvollstreckung an private Personen übergeleitet (≈ Gerichtsvollzug ist "privatisiert") ist.

## Einzelne Länder

### Deutschland
Eine Gerichtsvollzieherkammer besteht in Deutschland nicht.

### Niederlande
Die Gerichtsvollzieherkammer (nl: Kamer voor Gerechtsdeurwaarders) in den Niederlanden mit Sitz in Amsterdam ist eine Einrichtung zur Disziplinarrechtsprechung der Gerichtsvollzieher. Die Gerichtsvollzieherkammer kann Rügen, Geldstrafen, Suspendierungen oder Amtsentlassungen von Gerichtsvollziehern verfügen. Eine Revision beim OLG Amsterdam ist möglich. Die Kammer besteht aus 5 Mitgliedern, die vom Justizminister ernannt werden. Drei hiervon müssen Richter, zwei Gerichtsvollzieher sein. Die Gerichtsvollzieher werden auf Vorschlag des Königlichen Berufsverband der Gerichtsvollzieher (KBvG) ernannt. Die Amtsperiode beträgt 4 Jahre. Eine einmalige Wiederwahl ist möglich.

### Frankreich
Die französische Gerichtsvollzieherkammer (Chambre Nationale des Huissiers de Justice) besteht aus 7 Mitgliedern und hat ihren Sitz in Paris.

### Luxemburg
Die luxemburgische Nationale Gerichtsvollzieherkammer besteht aufgrund des Gesetzes vom 4. Dezember 1990 (Kapitel 8) und der Verordnung vom 12. September 1973, abgeändert durch eine Verordnung vom 12. Februar 1999.

### Tschechien
Die tschechische Gerichtsvollzieherkammer (Exekutorská komora ČR) ist die berufsständische Vertretung der Gerichtsvollzieher. Sie ist eine Körperschaft des Öffentlichen Rechts und hat die Aufgaben, die Tätigkeit der Gerichtsvollzieher und die Verwaltung der Gerichtsvollzieherbüros zu beaufsichtigen. Qua Gesetz gehören der alle Gerichtsvollzieher der Gerichtsvollzieherkammer an. Sie hat einen Ehrenkodex für Gerichtsvollzieher erlassen.

### Polen
In Polen sind die Gerichtsvollzieherkammern Selbstverwaltungsorgane der Gerichtsvollzieher, die in dem Gesetz über die Gerichtsvollzieher und das Vollstreckungsverfahren vom 29. August 1997 geregelt sind.